# Paramignya citrifolia
Paramignya citrifolia är en vinruteväxtart som beskrevs av Oliver. Paramignya citrifolia ingår i släktet Paramignya och familjen vinruteväxter. Inga underarter finns listade i Catalogue of Life.